# The Suburbs
（参考译名《郊区》）是加拿大独立摇滚乐队拱廊之火的第三张录音室专辑，于2010年8月发行。该专辑发行后即在加拿大专辑榜、美国公告牌二百强专辑榜、英國專輯排行榜及爱尔兰专辑榜中以第一名位置入榜。它获得了多项荣誉，包括第53屆葛萊美獎的年度专辑，2011年全英音樂獎的最佳国际专辑，朱諾獎的年度专辑和北极星音乐奖的最佳加拿大专辑。在赢得格莱美奖的两周后，它在公告牌二百强专辑榜上的排名从第52位提升到第12位。